# Torvhög
Torvhög är en bebyggelse i stadsdelen Bergum (Bergums socken) i Göteborgs kommun. Området avgränsades före 2015 till en småort för att därefter räknas som en del av tätorten Olofstorp.